# タカラヅカEXPO'70
グランドレビュー『タカラヅカEXPO'70』は宝塚歌劇団の公演演目。

## 雪組特別　宝塚大劇場公演
- 1970年3月14日 - 4月14日

### 第一部『四季の踊り絵巻』 15場

#### スタッフ
- 作：宝塚歌劇団演出部会
- 構成・演出：菅沼潤・横澤秀雄
- 編曲：中元清純・十時一夫・高井良純・吉崎憲治
- 作曲：中元清純・十時一夫・高井良純・吉崎憲治・葛原祐川
- 音楽指導：溝口尭
- 三味線指揮：杵屋登喜栄
- お諏訪太鼓指導：小口大八
- 琵琶録音演奏：柴田旭堂
- 振付：渡辺武雄・喜多弘・花柳寿楽・藤間勘寿郎・松本尚女
- 装置：石浜日出雄・新保正雄
- 衣装：小西松茂・中川菊枝・任田幾英
- 照明：今井直次
- 小道具：生島道正
- 効果：望月太三雄
- 音響監督：松永浩志
- 演出補：川井秀幸・大関弘政
- 制作：野田浜之助

#### 主な出演
- 花三番、猩々：天津乙女
- 花の翁、公卿：春日野八千代
- 花の千歳、祭の男：真帆志ぶき
- 冬将軍：神代錦
- 太夫：大路三千緒
- 女﨟：三鷹恵子
- 若者：麻鳥千穂
- 踊る若衆：牧美佐緒・亜矢ゆたか・楠かおる・汀夏子
- 歌手：大原ますみ

## 月組特別　宝塚大劇場公演
- 1970年4月15日 - 5月6日

### 第一部『四季の踊り絵巻』 15場

#### スタッフ
- 作：宝塚歌劇団演出部会
- 構成・演出：菅沼潤・横澤秀雄
- 制作：小辻糺

（続演）

#### 主な出演
- 花三番、猩々：冨士野高嶺
- 公卿：打吹美砂
- 花三番：美山しぐれ
- 花の千歳、若者：古城都
- 冬将軍：天城月江
- 女﨟：千草美景
- 歌手：八汐路まり・笹潤子
- 菊の童子：水はやみ・清はるみ・榛名由梨・叶八千矛